# Ulpia Noviomagus Batavorum

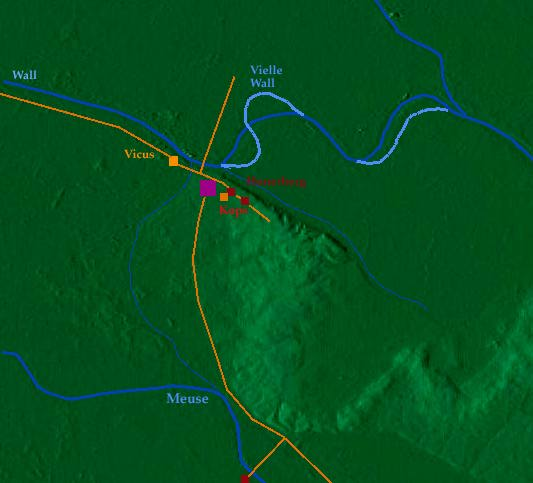
Topographie de l'environnement de La moderne Nimègue : position du vicus Ulpia Noviomagus Batavorum, des castrum du plateau du Kops et du Hunerberg et son vicus

 (septembre 2012).

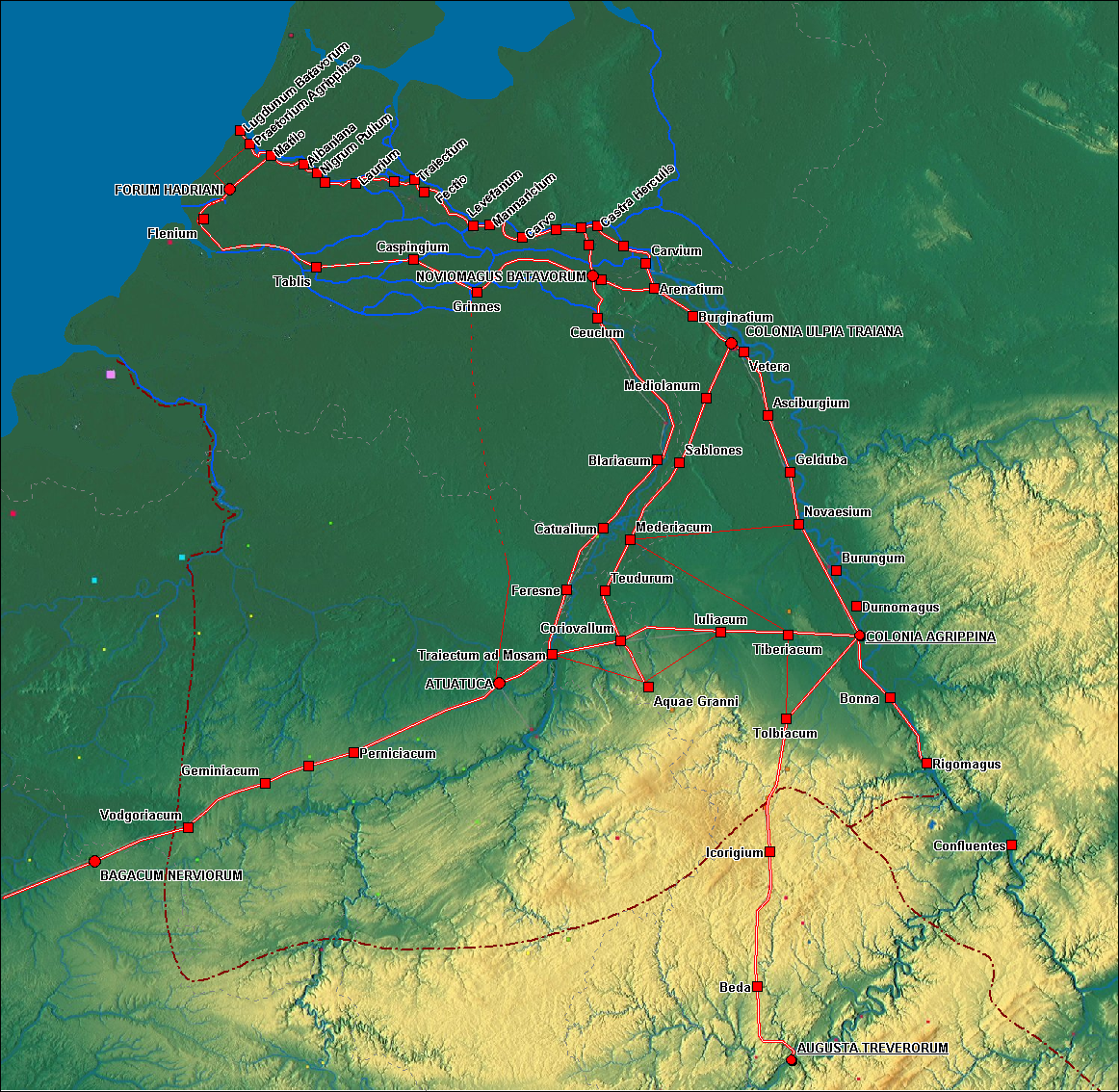
Chaussées romaines - Germanie inférieure

Ulpia Noviomagus Batavorum, appelée de nos jours Nimègue, est le nom d'une ville romaine de Germanie inférieure, capitale du peuple des Bataves.

## Toponymie
- Oppidum Batavorum
- 3 castra provisoires
- Batavodurum, ville fortifiée du peuple des Bataves.
- Castrum du Hunerberg, camp romain
- Castellum du plateau du Kops, camp romain
- Ulpia Noviomagus Batavorum, nouveau vicus de Trajan.
  - le préfixe se réfère au nom complet de l'empereur Trajan: Marcus Ulpius Traianus, qui nous permet de proposer une date vers 104.

- Niumagum
- Niwimagum
- Neumaia

## Oppidum Batavorum

### Les premiers occupants
Les premières traces d'occupation de Nimègue sont des tombes de la fin du Néolithique - environ 2000 av. J.-C. sur le plateau du Kops.
Un certain nombre de tumulus datant de l'âge du bronze ont été répertoriés, dans lesquels les cendres de plusieurs individus et les traces d'un lieu de culte peuvent être datées d'environ 1100-500 av. J.-C. La présence de lances de fer et des restes d'un char donnent la certitude d'une position stratégique à l'époque préhistorique.
Sur le côté nord d'une rivière, la Waal, les restes d'une petite colonie et des traces d'habitation datant du VIIIe siècle av. J.-C. Néanmoins l'analyse de ces fouilles ne permet pas de préciser si les rites sont ceux du peuple des Bataves, les caractéristiques stylistiques de la céramique subissant des influences culturelles de l'extérieur.

### L'île des Bataves
Si la situation d'Oppidum Batavorum n'est pas précisée dans les  Historiae parues dans Le Germanorum origine et situ, Tacite précise que les isolants Batavorum habitent l'île des Bataves.
Sur la base des données archéologiques actuelles, on peut plutôt suggérer qu'il n'y avait pas vraiment d'Oppidum Batavorum, - une ville de Bataves -, mais plutôt un réseau de petits villages, éparpillés sur une grande superficie semi marécageuse: la Betuwe, pagus dans la province néerlandaise de Gelderland, situé entre la rivière Waal, dans le sud et le Bas-Rhin et Lek dans le nord.

## Le premier castrum du Hunnerberg

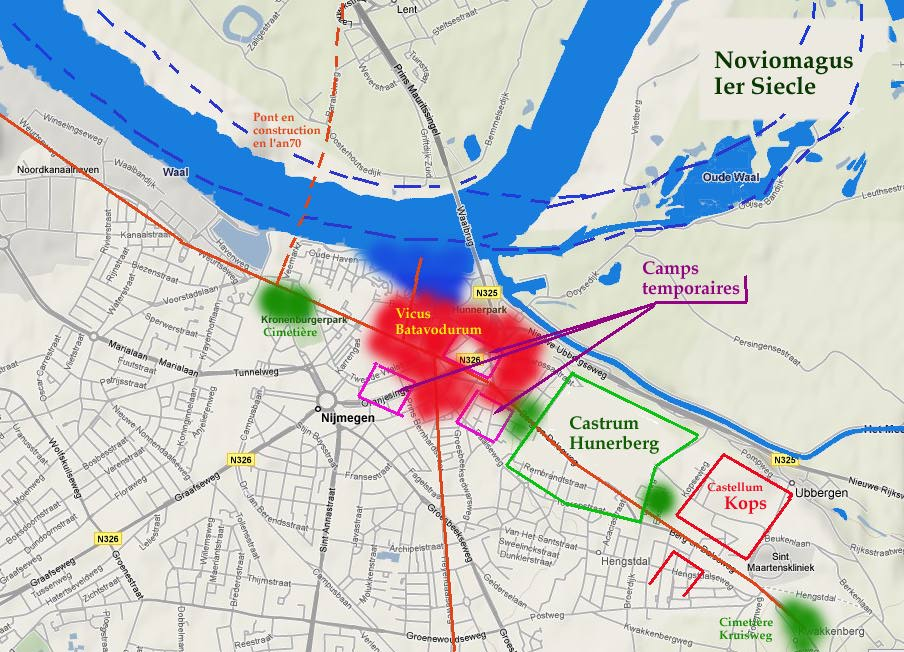
Oppidum Batavorum et Castrum de Hunerberg et du Kops au Ier siècle

En 15 av. J.-C. un castrum de 650 mètres sur 650 est construit, pour héberger deux et peut-être plus légions sur la colline du Hunerberg où le point de vue est excellent sur la vallée de la Wall et la vallée où le Rhin se divise en deux. Un graffiti de la legio I Germanica a été retrouvé. Le castrum du Hunnerberg va servir de camp de base et en 12, le général Drusus engrange les succès dans sa campagne d'Allemagne. L'ouest du camp est occupé par des Bataves. Après quelques années Drusus a atteint son objectif et transfère ses légions en Germanie à Oberraden sur la Lippe. Des indices signalent des occupations sporadiques d'armées romaines en 16 et 17.

### La colonne de Tibère

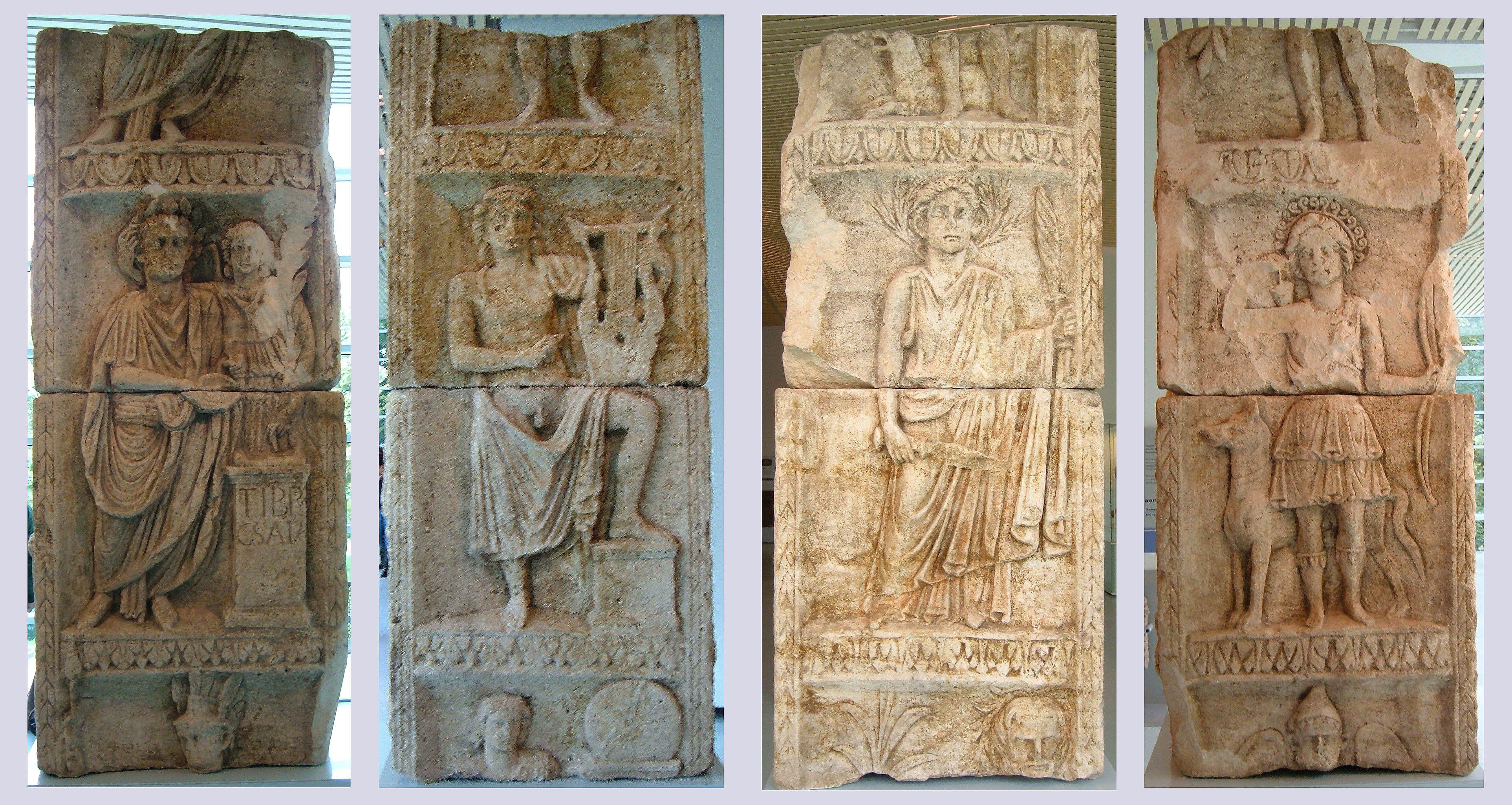
Colonne triomphale de Tibère.

De ces mêmes années date une colonne de victoire dédiée à l'empereur Tibère découverte en 1980 au Kelfkenbos près de Nimègue. Elle montre diverses divinités - Cérès, Diane, Apollon et un homme en toge appuyé sur un socle gravé TIB CSAR, Tiberius Caesar. Dans son état intact, elle pouvait mesurer 7,5 m de haut, avec une disposition en quatre niveaux séparés par des plinthes et surmontés par une statue de l'empereur.
Il est possible qu'elle ait été érigée quand Tibère était personnellement en campagne en Germanie inférieure, quand il atteint l'Elbe en 5 apr. J.-C., ou lorsqu'il devint empereur en 14. Titus Panhuysen (nl) préfère supposer qu'elle a été commandée après les victoires de Germanicus, neveu de Tibère, et le rappel de ce général à Rome en 17, pour marquer un programme de rétablissement de la paix romaine. Manuel Flecker propose une datation dans les années 12-14 après JC.
En 9, après la défaite du général Varus à la bataille de Teutoburg une réorganisation complète de la défense des places fortifiées de la Germanie inférieure est effectuée. Les camps de Nimègue sont reconstruits sur une surface de 4,5 hectares et équipés pour recevoir des cohortes de cavalerie.

## Le castellum du plateau du Kops

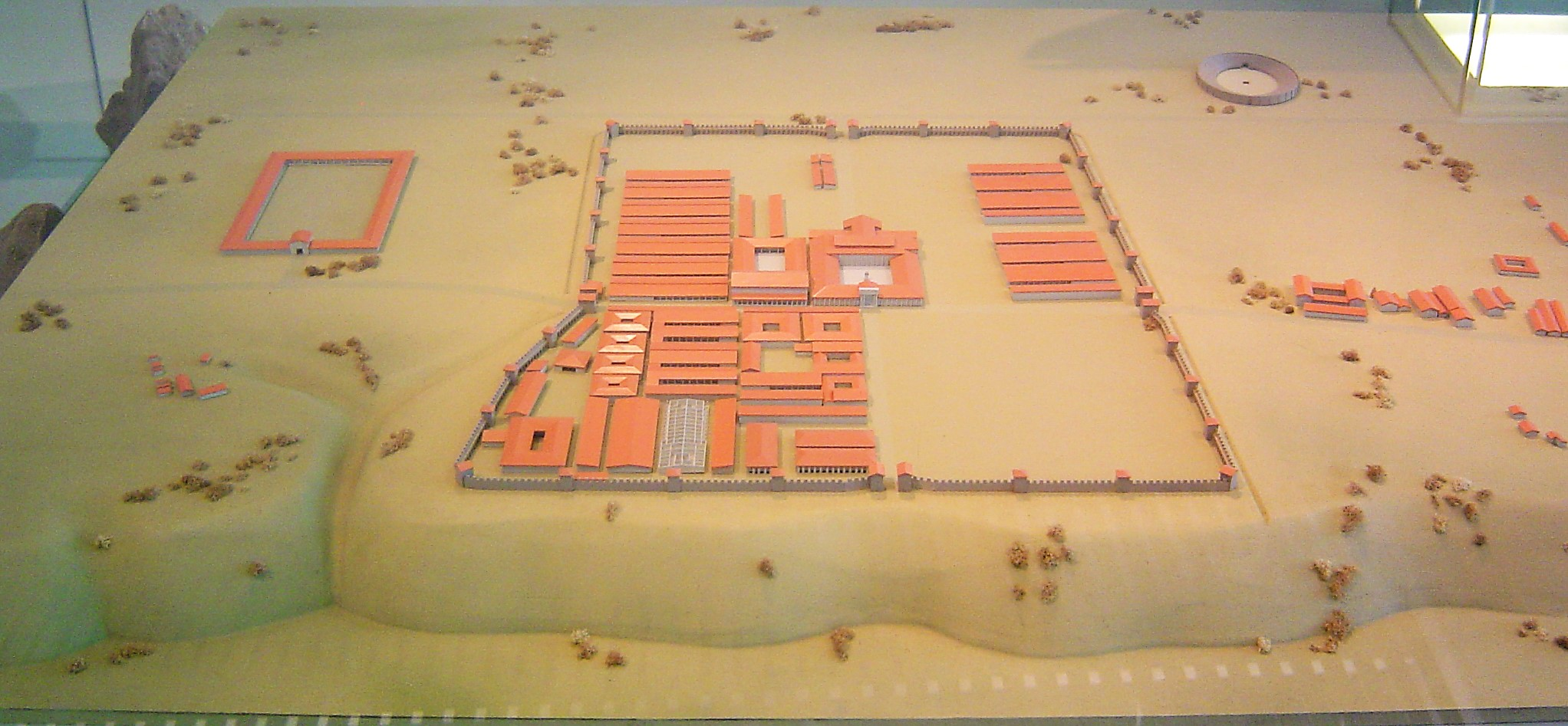
Reconstitution du castrum du plateau du Kops

Le castrum sur la colline du Hunerberg abandonné, vers 10 av. J.-C., un castellum qui va abriter 800 hommes est construit sur le plateau du Kops ou Kopse Hof. Le castellum est entouré d'un double fossé.
Découvert en 1914, et fouillé jusqu'en 1921, on a cru trouver l'Oppidum Batavorum décrit par Tacite. En 1970, on démontre que l'oppidum est dans le centre de Nimègue. Les fouilles de 1985-1986 vont donner aux archéologues l'occasion de découvrir un castellum tout à fait original.
Il est manifestement richement équipé à en croire la qualité des habitants et un praetorium de 60 x 35 mètres est réservé à un préfet des Bataves. Ce type d'architecture qui ressemble aux villae d'Italie, ne sera retrouvé que dans les quatre camps le long de la Lippe bien que plus récents, Lippe, Ober Aden, Anreppen et Haltern.
Les archéologues ont analysé la décharge d'un repas unique pour illustrer ce luxe qui est confirmé par le nombre de mets de qualité. Ainsi sont trouvés les arêtes de près de deux cents poissons - carpes, anguilles, brochets, tanches, brèmes, perches et même maquereaux d'Espagne - et des restes de canards, bœuf, lièvres, cochons de lait, poulet, orges, lentilles et olives.
Un cimetière sera identifié à l'Est.
La fin du castellum du plateau du Kops a été brutale.
En 69, le chef Batave Julius Civilis se révolte.
Curieusement le castellum ne sera pas brulé comme tous ceux du Limes du Vieux Rhin. Tacite, raconte que l'unité de cavalerie de Bataves conduite par Claudius Labeo a rallié son peuple. Manifestement abandonné après la révolte des Bataves en 70, peut-être est-ce là une explication.

## Vicus Batavodurum
Il semble donc que pendant le premier siècle, le castellum du Kops va servir aux officiels romains et plus tard à une unité de cavalerie batave et à l'Ouest par Batavodurum, le vicus civil.
En 2005, 2006, les fouilles de Saint-Josephhof vont prouver qu'une population occupait déjà Batavodurum entre l'an 20 et l'an 10 av. J.-C.
En 69-70 éclate la révolte du peuple des Bataves alliés aux Cananefates, dirigés par Brinno et aux Frisons. Ils vont piller tous les castellum le long du Vieux Rhin. L'oppidum Batavorum est détruit et même si quelques traces d'occupation postérieure sont relevées, il n'aura plus jamais sa splendeur passée.

## Novio Ulpia Magus Batavorum

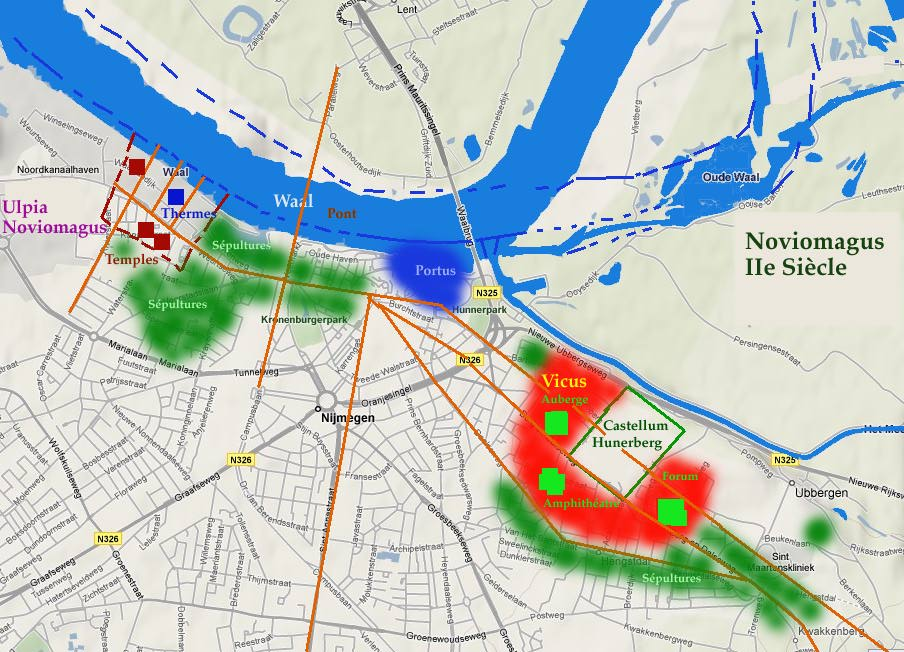
Ulpia Magus Batavorum au IIe siècle et le nouveau castellum du Hunneberg, avec la situation de l'amphithéâtre, le Forum et l'Auberge. Près du port, le pont

Après la révolte du peuple des Bataves, la legio X Pia Fidelis Gemina sous les ordres de Vespasien s'installe à nouveau dans un castrum en bois sur la colline du Hunnerberg pour surveiller les Bataves  et l'équipe d'un amphithéâtre, d'un centre commercial et d'une auberge . En 95, elle fortifie le castellum en pierre. De nombreux tessons de poteries, des tuiles, des pièces et quelques pierres tombales indiquent la présence bien documentée de cette légion. La construction achevée, en 103 la légion X Pia Fidelis Gemina retourne à Vienne et est remplacée par une vexillation - un détachement temporaire - de la légion Hispana en provenance de York. Des unités complémentaires de la XXX Ulpia Vitrix vont séjourner au Hunneberg.
C'est à cette date que Trajan va baptiser la cité Ulpia Noviomagus Batavorum, , en court "Noviomagus", origine du nom de la ville Nimègue, en néerlandais Nijmegen.
Le vicus est reconstruit à l'ouest le long de la Waal. A son apogée, au milieu du IIe siècle, il devait avoir une population de près de 5 000 à 6 000 habitants, chiffre qui ne sera atteint par la ville néerlandaise d'Utrecht que près d'un millier d'années plus tard ! Une inscription précise que du grain a été livré par un marché Nervien Marcus Liberius Victor. Parce que Noviomagus est proche de la rivière, le mur nord ne sera jamais retrouvé. Le sud actuel de la ville est largement bâti. Actuellement seuls deux temples en style natif ont été mis au jour et de la poterie des ateliers de la legio XXII Primigenia de Xanten ont été trouvés çà et là.

### Le masque de Bacchus
En 1915, en draguant le Waal, un splendide masque de fer, couvert de bronze et d'une couche d'argent et orné de cinq bustes (trois femmes et deux hommes), est retrouvé avec quelques pièces d'or. Probablement dédié au culte de Bacchus, il est daté de la deuxième partie du IIe siècle.

### Le pont sur laWaal
Découvert en 1980, il y avait aussi un pont sur la Waal, qui conduit au grand sanctuaire d'Elst et Castra Herculis aujourd'hui Arnhem-Meinerswijk. Il devrait dater de 70, construit par les soldats de la légion II Adiutrix. Tacite signale que lors de leur retrait, les Bataves tentent de détruire un pont en construction à Batavodurum.
Il semble donc que ces deux implantations sont différentes et que les petites colonies des Bataves romanisées - poteries, pièces monnaies et bijoux sont romains -  étaient plutôt au Nord de la rivière Waal.

## Le déclin
Le castrum doit être abandonné à la fin du IIIe siècle. Les incursions franques sont de plus en plus fréquentes aux Pays-Bas et peu de découvertes attestent d'une fréquentation après le IIIe siècle.